# Кортелесы
Корте́лесы (укр. Кортеліси) — село в Ратновской поселковой общине Ковельского района Волынской области Украины.
До 2020 года входило в Ратновский район.

## История
Первое письменное упоминание о Кортелесах относится к 1500 году.
В годы Великой Отечественной войны рота «Нюрнберг» 3-го батальона 15-го полицейского полка совместно со вспомогательной украинской полицией из Ратно уничтожила в селе 2875 жителей, в том числе 1620 детей.
В районе села действовал небольшой партизанский отряд. В качестве мести за убийство нескольких полицаев и немецкого солдата немецкими властями был подготовлен тайный приказ об уничтожении села Кортелесы и нескольких прилегающих к нему хуторов.
23 сентября 1942 года рота «Нюрнберг» 3-го батальона 15-го полицейского полка под командованием обер-лейтенанта Глюкса, состоящей из немецких полицейских из города Нюрнберг, совместно со вспомогательной украинской полицией из Ратно, окружили село, а его жителей согнали в центр и расстреляли из пулемётов. Село было разграблено, сожжено 715 домов.
В местном музее хранится отчет командира роты «Нюрнберг» обер-лейтенанта Глюкса командиру батальона майору Голлингу.
«…Операцию по уничтожению большевицко-партизанского села Кортелесы и хуторов провёл, полностью придерживаясь вашего приказа и устных указаний…
23 сентября 1942 г. в 4 ч. 35 мин. Кортелесы с хуторами были окружены внешней петлёй из полицейских. Чтобы не было случайной паники — выдал полицейским лишь по одному патрону. Приказал: всех гнать к центру села на собрание. Я вел себя так спокойно, что мой покой передавался подчиненным и жертвам, и это обеспечило успех.
…Мне удалось захватить и конвоировать к месту расстрела всех живых из Кортелесов и хуторов. Всех, без исключения. Поставил легкие пулемёты на выгодной позиции. Поставил за пулемёты опытных, проверенных мной солдат, которых менял через каждых 30 минут. Расстрел проводил в пяти местах одновременно, заглушая пулемёты рёвом автомобильных моторов. Сперва расстрелял молодых мужчин, которые могли оказывать сопротивление. Расстрел женщин и детей проходил без любых осложнений…
Расстрел начался в 9.00 и закончился в 16.25 в тот же день. Ваш приказ выполнен полностью…
Рота „Нюрнберг“ потерь не имеет. Один шофёр после выполнения приказа заболел — приступ гастрита.
Израсходовано патронов: 4 тыс. 321 (четыре тысячи триста двадцать один). Один пулемёт требует ремонта из-за чрезмерного перегрева.
Обер-лейтенант Глюкс»
В селе Кортелесы построен мемориал «Жертвам фашизма». В 1981 о трагедии села Владимир Яворивский написал книгу «Вечные Кортелисы», за которую в 1984 был удостоен Государственной премии УССР им. Т. Г. Шевченко.